# Carroll (Iowa)
Carroll é uma cidade localizada no estado americano de Iowa, no Condado de Carroll.

## Demografia
Segundo o censo americano de 2000, a sua população era de 10.106 habitantes.
Em 2006, foi estimada uma população de 9985, um decréscimo de 121 (-1.2%).

## Geografia
De acordo com o United States Census Bureau tem uma área de
14,4 km², dos quais 14,4 km² cobertos por terra e 0,0 km² cobertos por água.

## Localidades na vizinhança
O diagrama seguinte representa as localidades num raio de 16 km ao redor de Carroll.